# John Moore (militaire britannique)
Pour les articles homonymes, voir John Moore et Moore.
John Moore, né le 13 novembre 1761 à Glasgow et tué le 16 janvier 1809 à la bataille de La Corogne, est un général de l'armée britannique.

## Famille et jeunesse

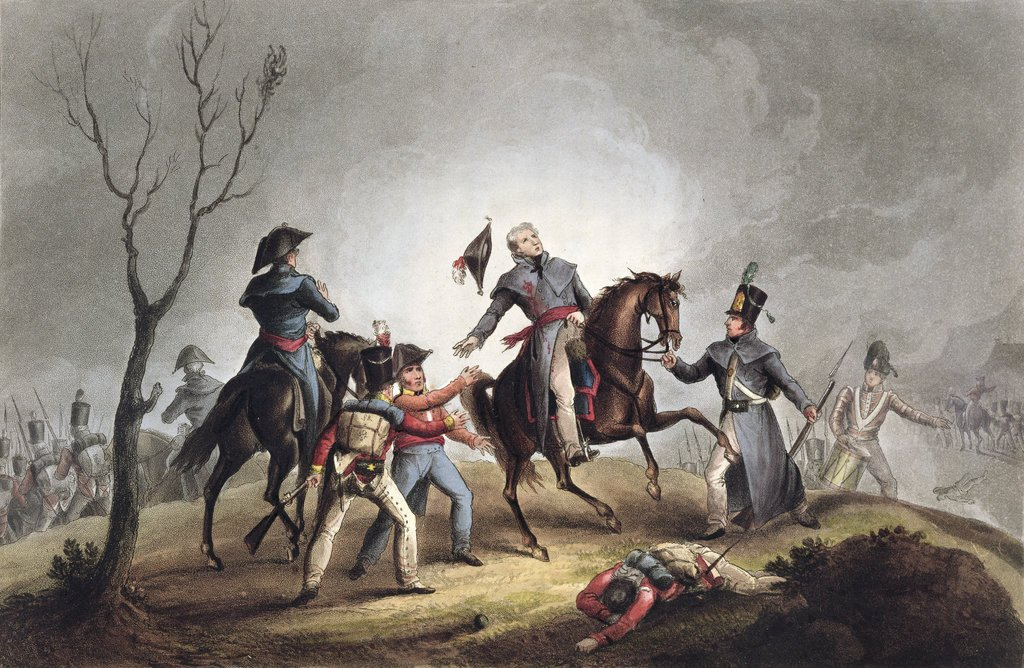
La mort de John Moore lors de la bataille de La Corogne en 1809.

Fils de John Moore (en), médecin et écrivain écossais, il fait ses études au lycée de Glasgow, mais à l'âge de onze ans, il accompagne son père et le duc d'Hamilton en voyage en France, en Italie, en Allemagne, et en Suisse où il séjourne à Genève pendant deux ans, durant lesquels il poursuit son éducation.

### Carrière militaire et politique 1776-1790
John Moore rejoint l'armée britannique en 1776 comme enseigne au 51e fantassin alors basé à Minorque. Son frère cadet Graham Moore servira lui dans la Royal Navy et parviendra au grade d'Admiral. En 1778, il prend part pour la première fois à l'action pendant la guerre d'indépendance des États-Unis d'Amérique en tant que lieutenant dans le 82e sous les ordres de Douglas Hamilton (8e duc d'Hamilton). En 1783, il retourne en Grande-Bretagne et en 1784 il est élu au Parlement représentant de Lanark, Selkirk, Peebles et Linlithgow, siège qu'il occupera jusqu'en 1790.
En 1787, il est nommé commandant et joint brièvement le 60e avant de retourner au 51e. En 1791, son unité est assignée au Méditerranée et il est impliqué dans la campagne de Corse et est blessé à Calvi. Il est nommé adjudant-général par le général Charles Stuart. Des divergences entre Moore et le nouveau vice-roi britannique en Corse conduisent à son rappel et à une  affectation en Indes occidentales sous les ordres de Ralph Abercromby.

### En Irlande en 1798
En 1798, il est fait major-général et réprime la rébellion républicaine qui fait rage en Irlande. Son intervention personnelle marque un tournant à la bataille de Foulksmills (en) le 20 juin et il reprend le contrôle de la ville de Wexford avant l'impitoyable général Gérard Lake, qui écrase la rébellion avec une extrême brutalité. Moore se tient en dehors de la plupart des exactions.

### Méthode d'enseignement militaire
En 1799, dans l'expédition à Egmont-op-Zee, il commande une brigade qui est défaite et il est lui-même sérieusement blessé. Une fois rétabli, il mène le 52e régiment pendant la campagne d'Égypte. Il participe à la bataille d'Alexandrie (21 mars 1801).
Il rentre en Angleterre en 1803 pour commander une brigade au camp de Shorncliffe près de Folkestone, où il établit un système de formation innovant et plus humain pour l'époque, qui produit les premiers régiments permanents d'infanterie légère.

### 1803-1808, guerre contre la France
Quand il apparaît clairement que Napoléon projette une invasion de l'Angleterre, Moore est nommé responsable de la défense de la côte de Douvres à Dungeness. C'est à son initiative que les tours Martello sont construites (complétant la redoute de Shorncliffe déjà construite), d'après un modèle qui l'avait impressionné en Corse, où la tour de Mortella, avait offert une résistance particulièrement coriace aux forces terrestres et maritimes britanniques.
Il recrute une milice d'environ 340 000 volontaires pour défendre le Sud des Downs au cas où des troupes d'invasion parvenaient à traverser les défenses régulières. En 1804 Moore est adoubé et promu lieutenant-général. En 1806 il reprend du service actif en Méditerranée et en Baltique pour aider les Suédois en 1808. Il rentre en Angleterre lorsque des désaccords surgissent entre lui et Gustave Adolphe de Suède.

### 1808-1809, guerre d'indépendance espagnole
Moore prend le commandement des forces britanniques dans la péninsule Ibérique alors que Burrard, Dalrymple et Wellesley sont rappelés à Londres pour répondre des termes honteux de la convention de Sintra permettant aux Français de quitter le Portugal, non comme des vaincus, mais avec équipement et leurs « biens personnels »
 à bord de navires de la flotte britannique.
Quand Napoléon arrive en Espagne avec 200 000 hommes, Moore doit battre en retraite vers les ports d'embarquement de La Corogne et de Vigo. Il établit une position de défense sur les collines en dehors de la ville, mais il est mortellement blessé à la bataille de La Corogne, le 16 janvier 1809. Bien que « ... frappé dans son sein gauche et l'épaule par un boulet de canon, qui brise ses côtes, son bras, lacère son épaule et la totalité de son côté gauche et poumons », il reste conscient durant les longues heures de son agonie, s'enquérant même de l'état de santé de ses officiers : « Est-ce que le colonel Graham et mes aides de camp sont saufs ? ». Son armée arrive à se rembarquer avec de lourdes pertes.
Il est inhumé sur les remparts de la ville. L'enterrement est célébré par Charles Wolfe qui composera en 1816 son poème : L'enterrement de Sir John Moore après La Corogne (The Burial of Sir John Moore after Corunna).

## Hommages et postérité

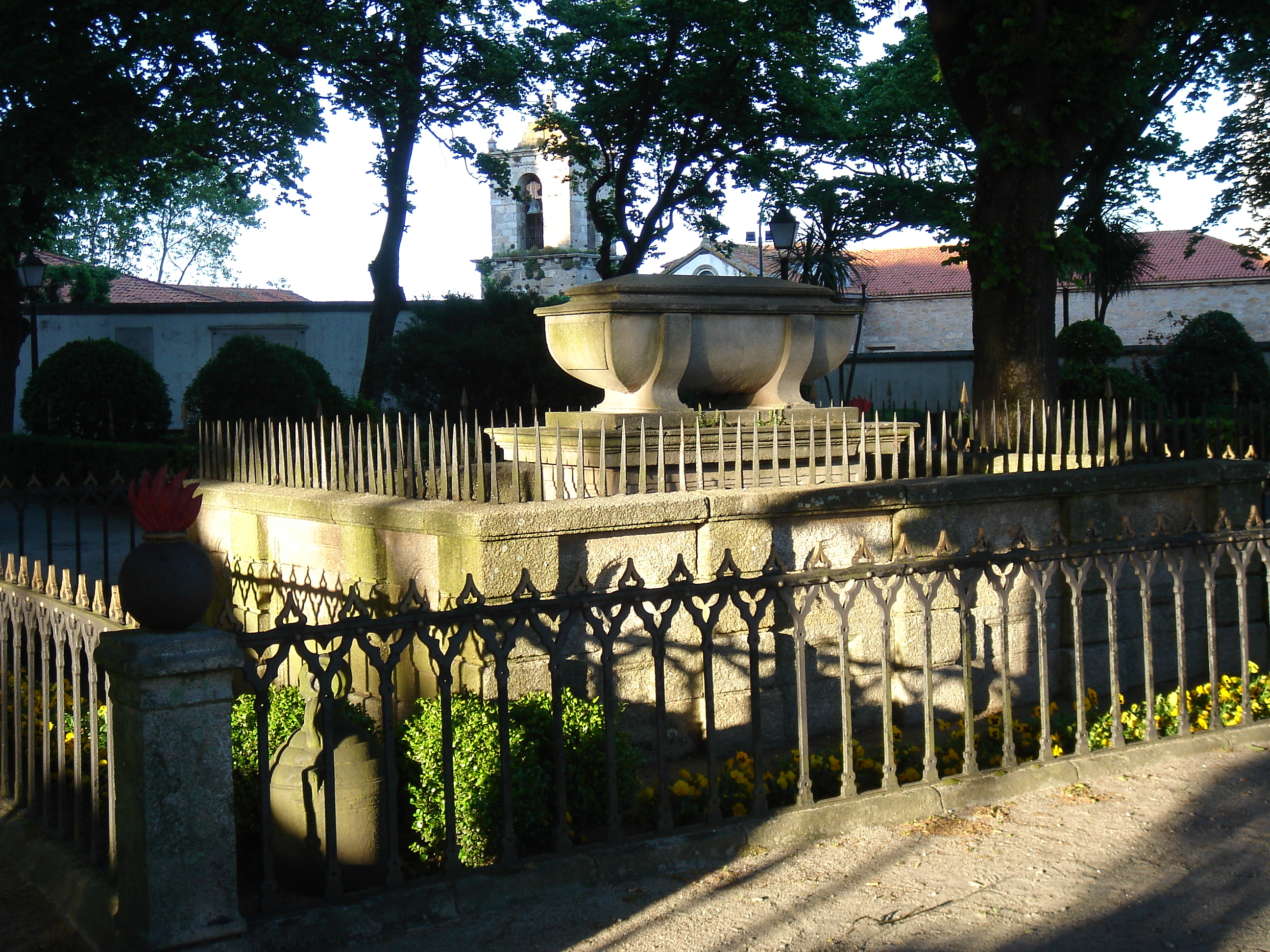
Tombe de John Moore dans les jardins de San Carlos à La Corogne.

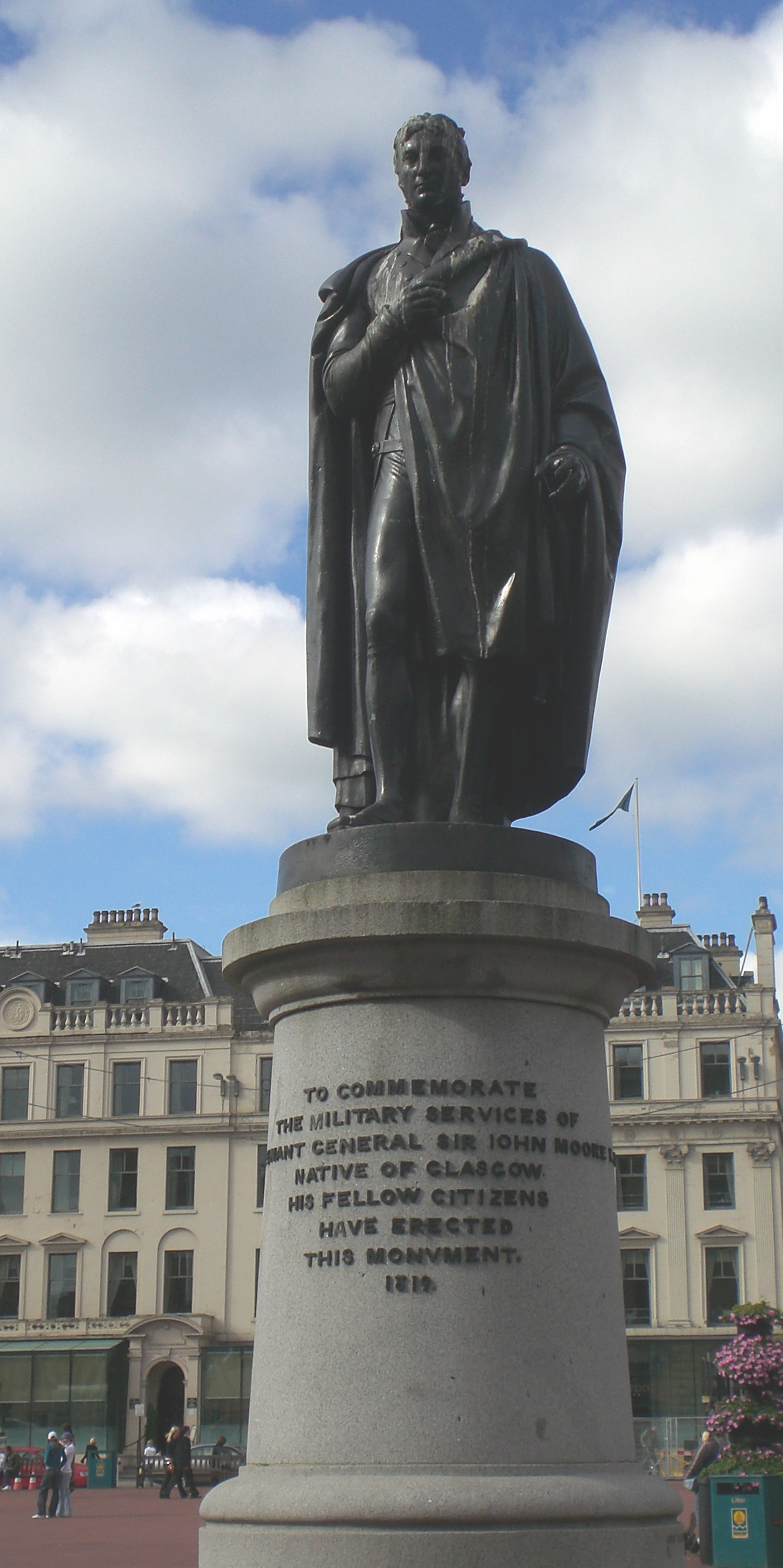
Monument à la mémoire de John Moore sur George Square à Glasgow, sa ville natale.

Quand les Français prennent la ville, Soult ordonne la construction d'un monument au-dessus de sa tombe. Dans la cathédrale Saint-Paul de Londres, un monument rappelle sa mémoire, ainsi qu'une statue érigée sur le George Square, dans sa ville natale de Glasgow, et qu'une statue équestre à Cheriton dans le Kent. Des salles portent encore son nom au High School of Glasgow et au Queen Victoria School', à Dunblane.